# Liste der Naturdenkmale in Oberwies
Die Liste der Naturdenkmale in Oberwies nennt die im Gemeindegebiet von Oberwies ausgewiesenen Naturdenkmale (Stand 20. Mai 2024).

## Ehemalige Naturdenkmale
| Nr. | Bezeichnung | Lage                                         | Beschreibung                                    | Bild                                    |
| --- | ----------- | -------------------------------------------- | ----------------------------------------------- | --------------------------------------- |
|     | Stieleiche  | südwestlich des Ortes (bei Gieshübel 2) Lage | Quercus robur; Rechtsverordnung 2013 aufgehoben | Direkt Bild zu diesem Denkmal hochladen |